# 双耳密花豆
双耳密花豆（学名：Spatholobus biauritus）为豆科密花豆属下的一个种。

## 扩展阅读
- 維基物種上的相關：双耳密花豆